# Departamento de Rufisque
Rufisque es uno de los 45 departamentos de Senegal. Forma parte de la región de Dakar. Su capital es Rufisque. En 2005 su población era de 307.463 habitantes.

## Distritos
- Distrito de Rufisque
- Distrito de Sangalkam